# Zimbabwe Tri-Nation Series 2018
Die Zimbabwe Tri-Nation Series 2018 war ein Drei-Nationen-Turnier, das vom 1. bis zum 8. Juli 2018 in Simbabwe im Twenty20-Cricket ausgetragen wurde. Bei dem zur internationalen Cricket-Saison 2018 gehörenden Turnier nahmen neben dem Gastgeber die Mannschaften aus Australien und Pakistan teil. Im Finale konnte sich Pakistan mit 6 Wickets gegen Australien durchsetzen.

## Vorgeschichte
Australien bestritt zuletzt eine Tour in England, ebenso wie Pakistan. Für Simbabwe war es die erste Tour der Saison.
Vor dem Turnier gab es mehrfach Zweifel an der Austragung, da die simbabwischen Spieler auf Grund von Ausstehender Zahlungen des Verbandes mit Boykott drohten.

## Format
In einer Gruppe spielt jede Mannschaft gegen jede zwei Mal. Für einen Sieg gibt es vier, für ein Unentschieden oder No Result zwei Punkte. Die beiden besten der Gruppenphase qualifizierten sich für das Finale wo dann der Sieger ausgespielt wurde.

## Stadion
Das folgende Stadion wurde als Austragungsort vorgesehen.
| Stadion            | Stadt  | Kapazität | Spiele                |
| ------------------ | ------ | --------- | --------------------- |
| Harare Sports Club | Harare | 10.000    | 1. – 6. Spiel; Finale |

## Kaderlisten
Australien benannte seinen Kader am 8. Mai 2018. Simbabwe benannte seinen Kader am 20. Juni 2018.
Pakistan benannten seinen Kader am 22. Juni 2018.
| Twenty20 | Twenty20 | Twenty20 |
| Australien | Pakistan | Simbabwe |
| --- | --- | --- |
| - Aaron Finch (K) - Alex Carey (VK, wk) - Ashton Agar - Travis Head - Nic Maddinson - Glenn Maxwell - Jhye Richardson - Kane Richardson - D’Arcy Short - Billy Stanlake - Marcus Stoinis - Mitchell Swepson - Andrew Tye - Jack Wildermuth | - Sarfaraz Ahmed (K, wk) - Asif Ali - Faheem Ashraf - Fakhar Zaman - Haris Sohail - Hasan Ali - Hussain Talat - Mohammad Amir - Mohammad Hafeez - Mohammad Nawaz - Sahibzada Farhan - Shaheen Afridi - Shadab Khan - Shoaib Malik - Usman Khan | - Hamilton Masakadza (K) - Ryan Burl - Brian Chari - Chamu Chibhabha - Elton Chigumbura - Tendai Chisoro - Kyle Jarvis - Wellington Masakadza - Brandon Mavuta - Solomon Mire - Peter Moor - Chris Mpofu - Tarisai Musakanda - Blessing Muzarabani - Ryan Murray - John Nyumbu - Donald Tiripano - Malcolm Waller - Cephas Zhuwao |

## Vorrunde
Tabelle
| Teams      | Sp. | S | N | U | R | NR | BP | Punkte | NRR    |
| ---------- | --- | - | - | - | - | -- | -- | ------ | ------ |
| Australien | 4   | 3 | 1 | 0 | 0 | 0  | 0  | 12     | +1.809 |
| Pakistan   | 4   | 3 | 1 | 0 | 0 | 0  | 0  | 12     | +0.707 |
| Simbabwe   | 4   | 0 | 4 | 0 | 0 | 0  | 0  | 0      | −2.340 |

Sieg: 4 Punkte; Remis: 2 Punkte
Spiele
| 1. Juli Scorecard | Harare | Pakistan 182-4 (20)          | – | Simbabwe 108 (17.5) |
|                   |        | Pakistan gewinnt mit 74 Runs |   |                     |

| 2. Juli Scorecard | Harare | Pakistan 116 (19.5)              | – | Australien 117-1 (10.5) |
|                   |        | Australien gewinnt mit 9 Wickets |   |                         |

| 3. Juli Scorecard | Harare | Australien 229-2 (20)           | – | Simbabwe 129-9 (20) |
|                   |        | Australien gewinnt mit 100 Runs |   |                     |

| 4. Juli Scorecard | Harare | Simbabwe 162-4 (20)            | – | Pakistan 163-3 (19.1) |
|                   |        | Pakistan gewinnt mit 7 Wickets |   |                       |

| 5. Juli Scorecard | Harare | Pakistan 194-7 (20)          | – | Australien 149-7 (20) |
|                   |        | Pakistan gewinnt mit 45 Runs |   |                       |

| 6. Juli Scorecard | Harare | Simbabwe 151-9 (20)              | – | Australien 154-5 (19.5) |
|                   |        | Australien gewinnt mit 5 Wickets |   |                         |

## Finale
| 8. Juli Scorecard | Harare | Australien 183-8 (20)          | – | Pakistan 187-4 (19.2) |
|                   |        | Pakistan gewinnt mit 6 Wickets |   |                       |